# Canal Grande

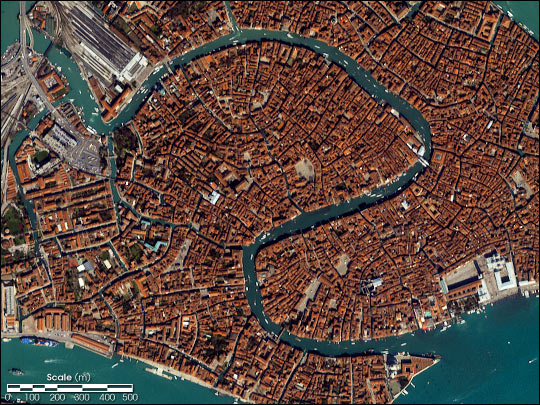
Canal Grande

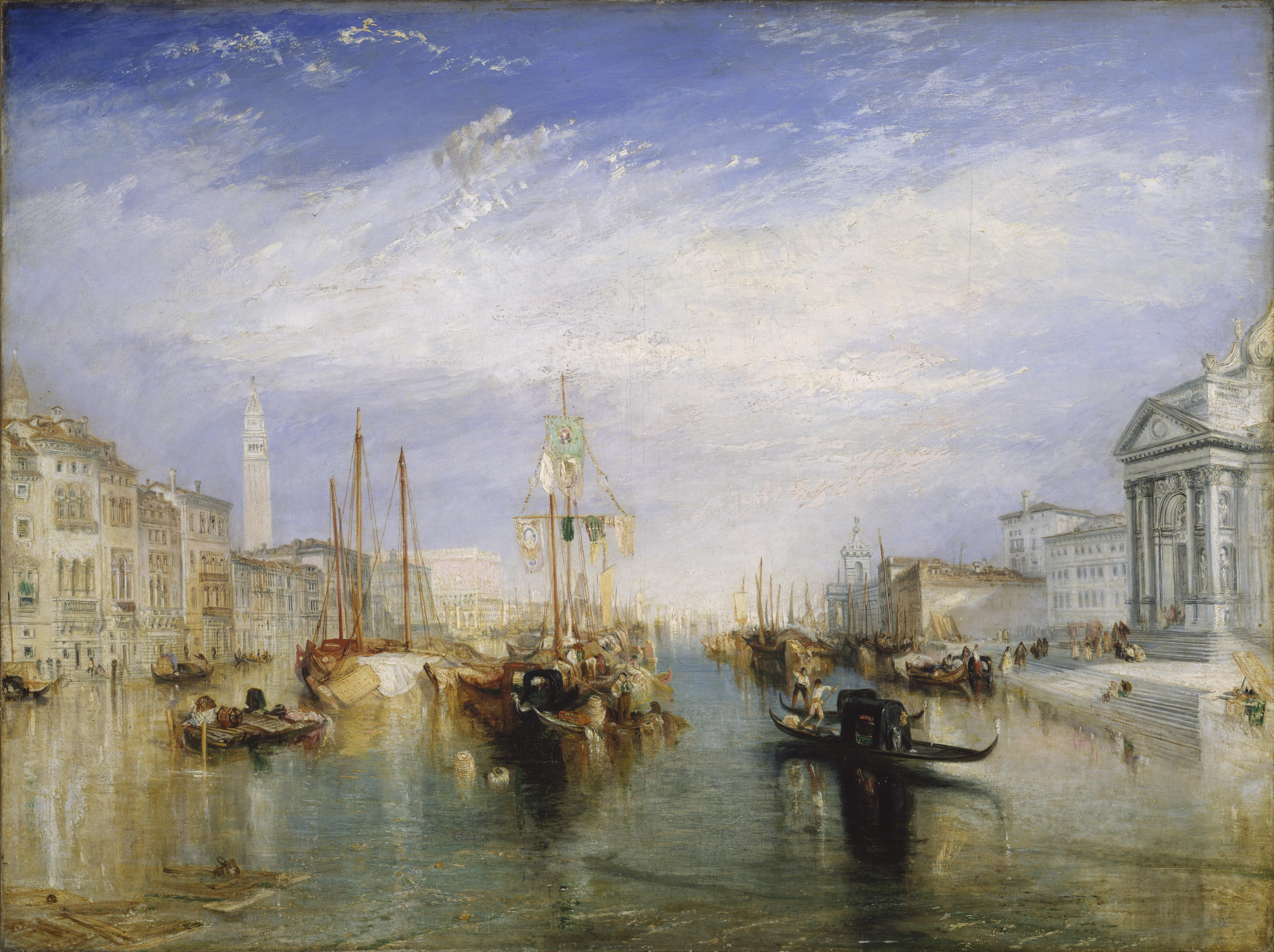
Der Kanal von William Turner

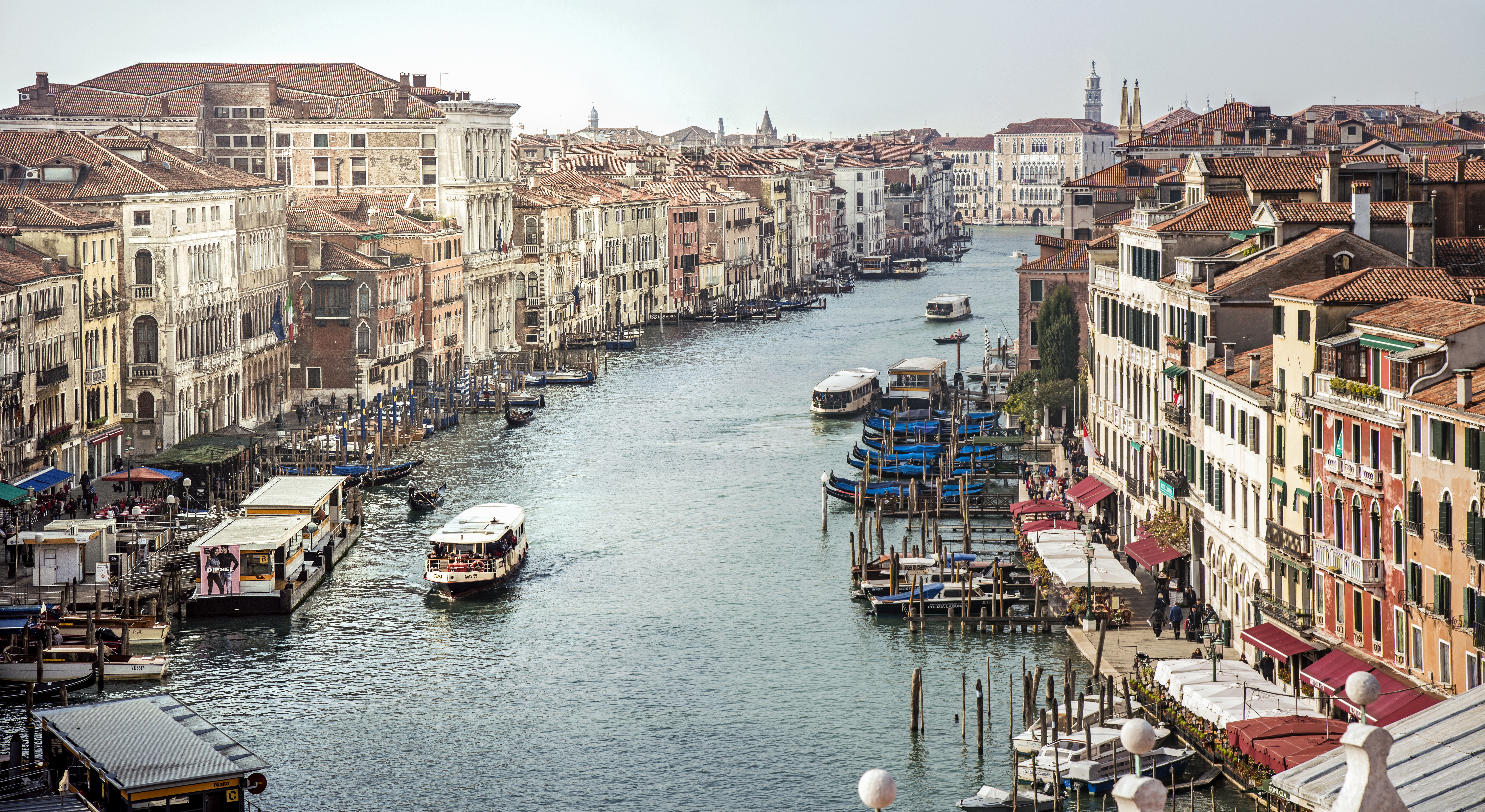
Blick von der Rialtobrücke auf den Kanal in Richtung Südwesten

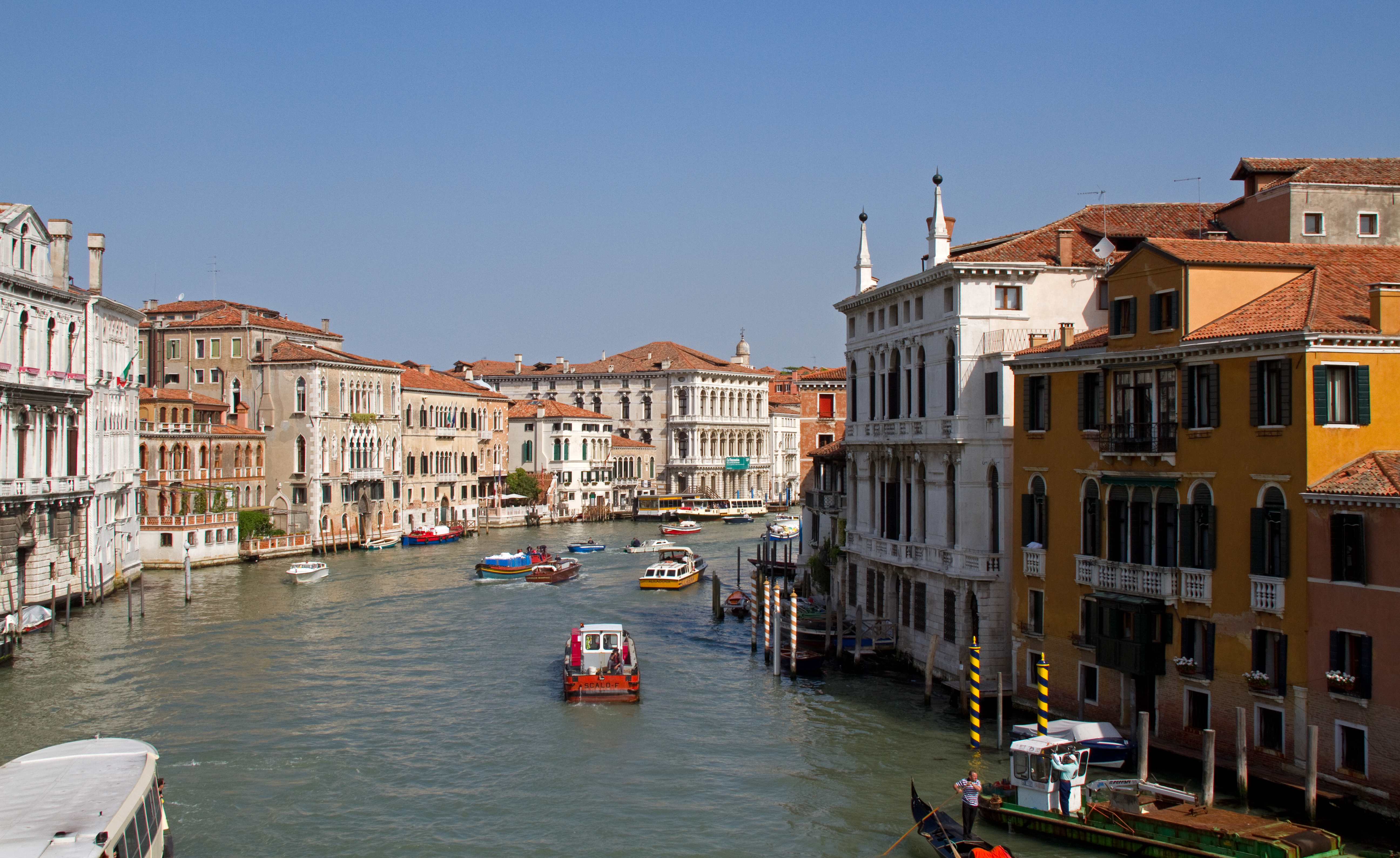
Canal Grande von der Ponte dell'Accademia in Richtung Westen

Der Canal Grande (Venezianisch Canałazzo) ist die knapp vier Kilometer lange, zwischen 30 und 70 Meter breite und bis zu fünf Meter tiefe Hauptwasserstraße, die sich mitten durch die Altstadt von Venedig zieht. Die erste Biegung des S-förmigen Kanals wird als Volta di Canal bezeichnet.
Er ist das letzte Stück des nördlichen Mündungsarms der Brenta, die durch die Lagune fließt. Daher ist sein Wasser anders als das der übrigen venezianischen Kanäle stets im Fluss. Rund 45 kleinere Kanäle (italienisch Rii) münden in den Canal Grande ein.

## Lage
Der Canal Grande trennt die citra (diesseits)-Stadtsechstel (Sestieri) San Marco, Cannaregio und Castello von den auf der rechten Kanalseite gelegenen ultra (jenseits)-Stadtteilen Dorsoduro, San Polo und Santa Croce.

## Brücken und Gondeln
Derzeit überspannen vier Brücken den Kanal, deren älteste die Rialtobrücke ist. Es handelt sich dabei um eine gegen Ende des 16. Jahrhunderts anstelle einer Holzbrücke errichtete, gedeckte Brücke in Kalkstein.
Bis zur Errichtung der Scalzi-Brücke und der Accademia-Brücke im 19. Jahrhundert (beide erneuert im 20. Jahrhundert) war die Rialtobrücke die einzige feste Verbindung über den Kanal.
Im Sommer 2007 wurde mit dem Bau einer vierten Brücke nach Entwürfen des spanischen Architekten Santiago Calatrava begonnen. Am 11. August 2007 wurde das Mittelstück der tragenden Konstruktion eingesetzt. Dazu wurde der Canal Grande für mehrere Stunden gesperrt. Am 11. September 2008 wurde die Brücke als Ponte della Costituzione eingeweiht. Die 94 Meter lange Brücke mit Treppenstufen ermöglicht Pendlern und Busreisenden, ohne Umweg von den Parkplätzen und dem Busbahnhof am Piazzale Roma zum Bahnhof Santa Lucia zu gelangen.
Neben den Brücken und den städtischen Vaporetti ermöglichen Gondeln (italienisch Traghetti) an acht Stellen ein Übersetzen über den Canal Grande. Die Gondeln verkehren ausschließlich tagsüber.
Verluste an historischer Bebauung, darunter die Kirche Santa Lucia, mussten im 19. Jahrhundert durch die Errichtung des Bahnhofs am westlichen Ende des Kanals verzeichnet werden. In Erinnerung an die abgerissene Kirche wurde der Bahnhof Stazione Ferroviaria Santa Lucia genannt.
Im Canal Grande besteht ein bußgeldbewehrtes Badeverbot, das streng durchgesetzt wird.

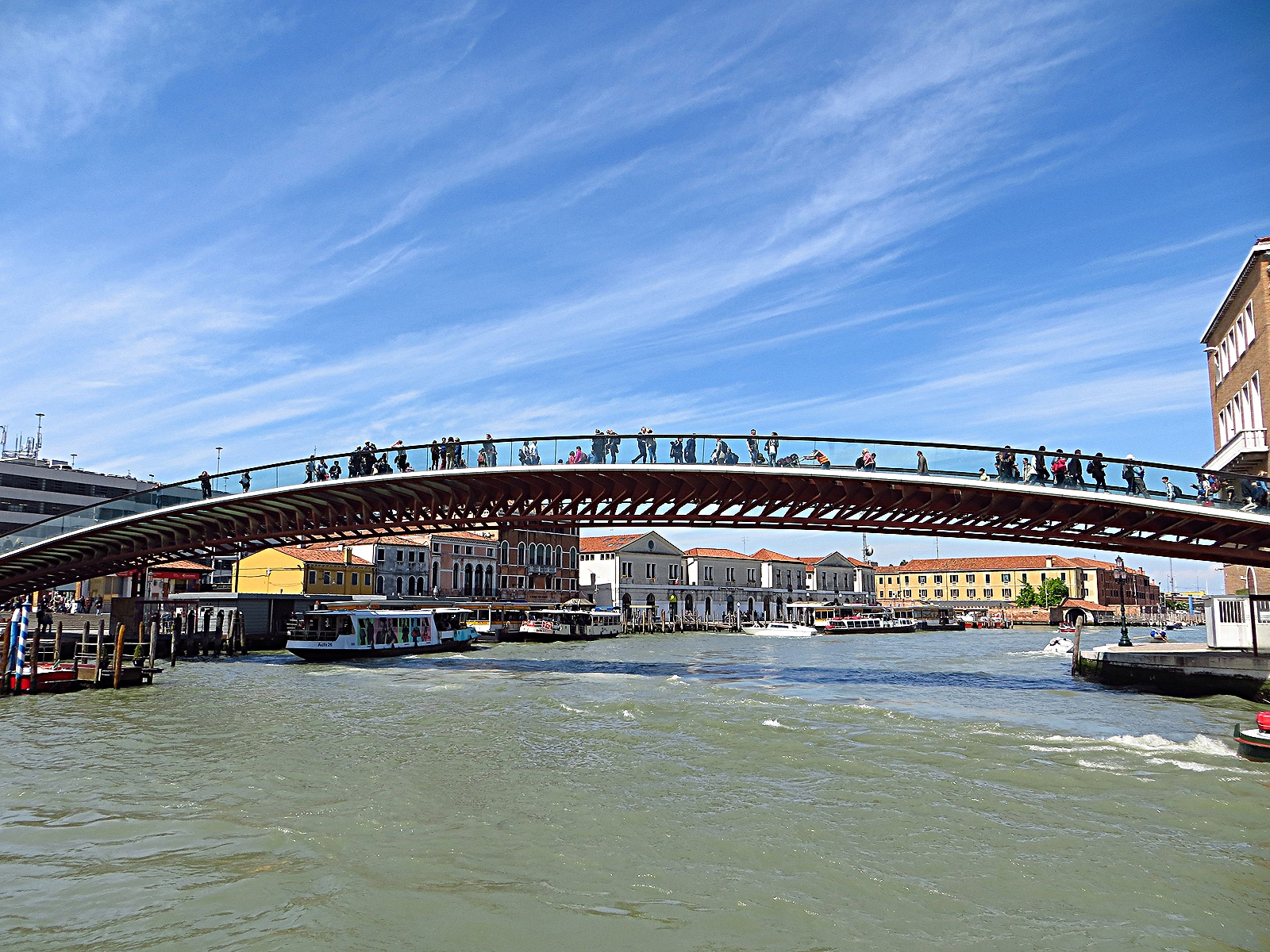
Ponte della Costituzione
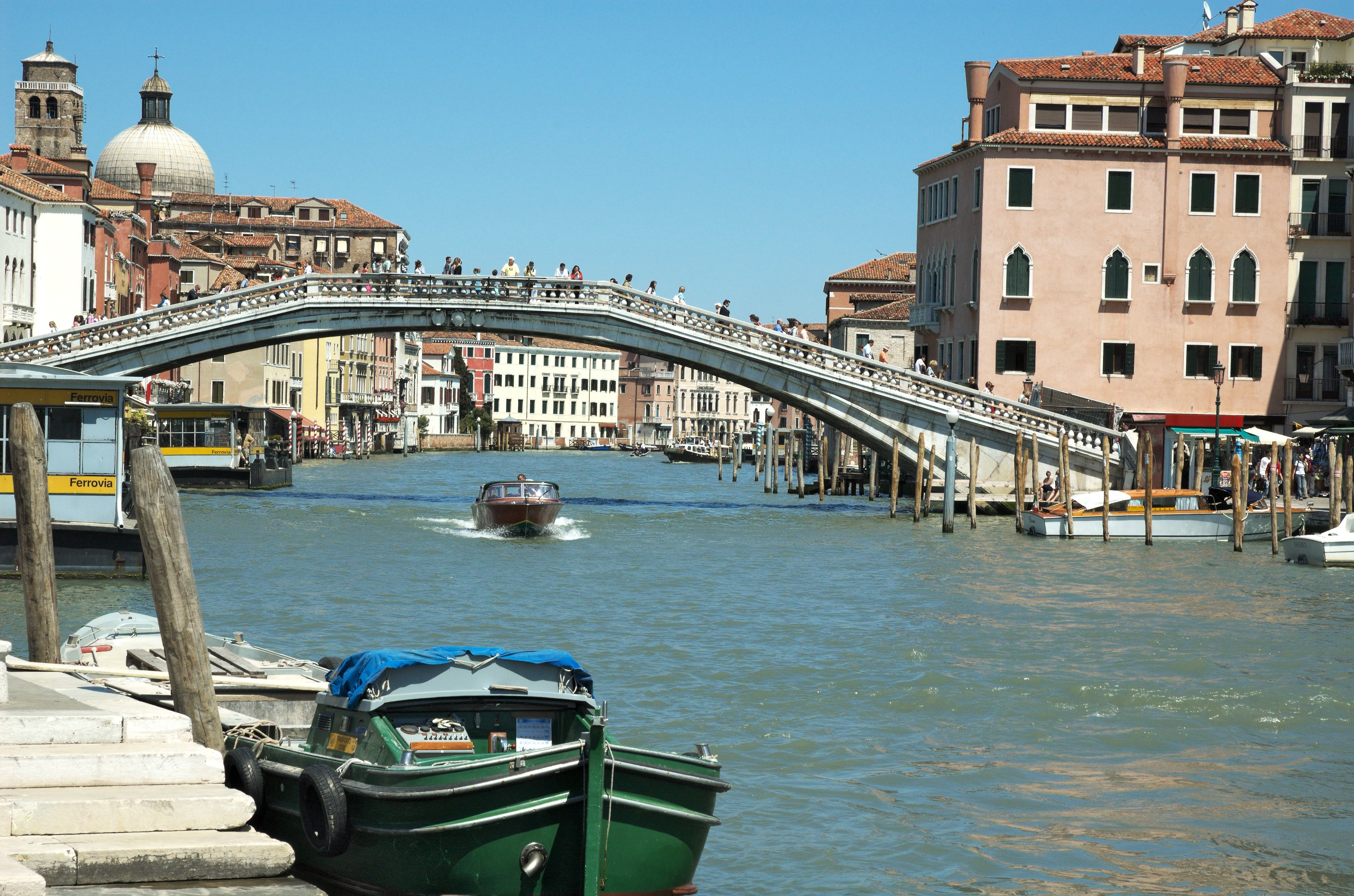
Scalzi-Brücke
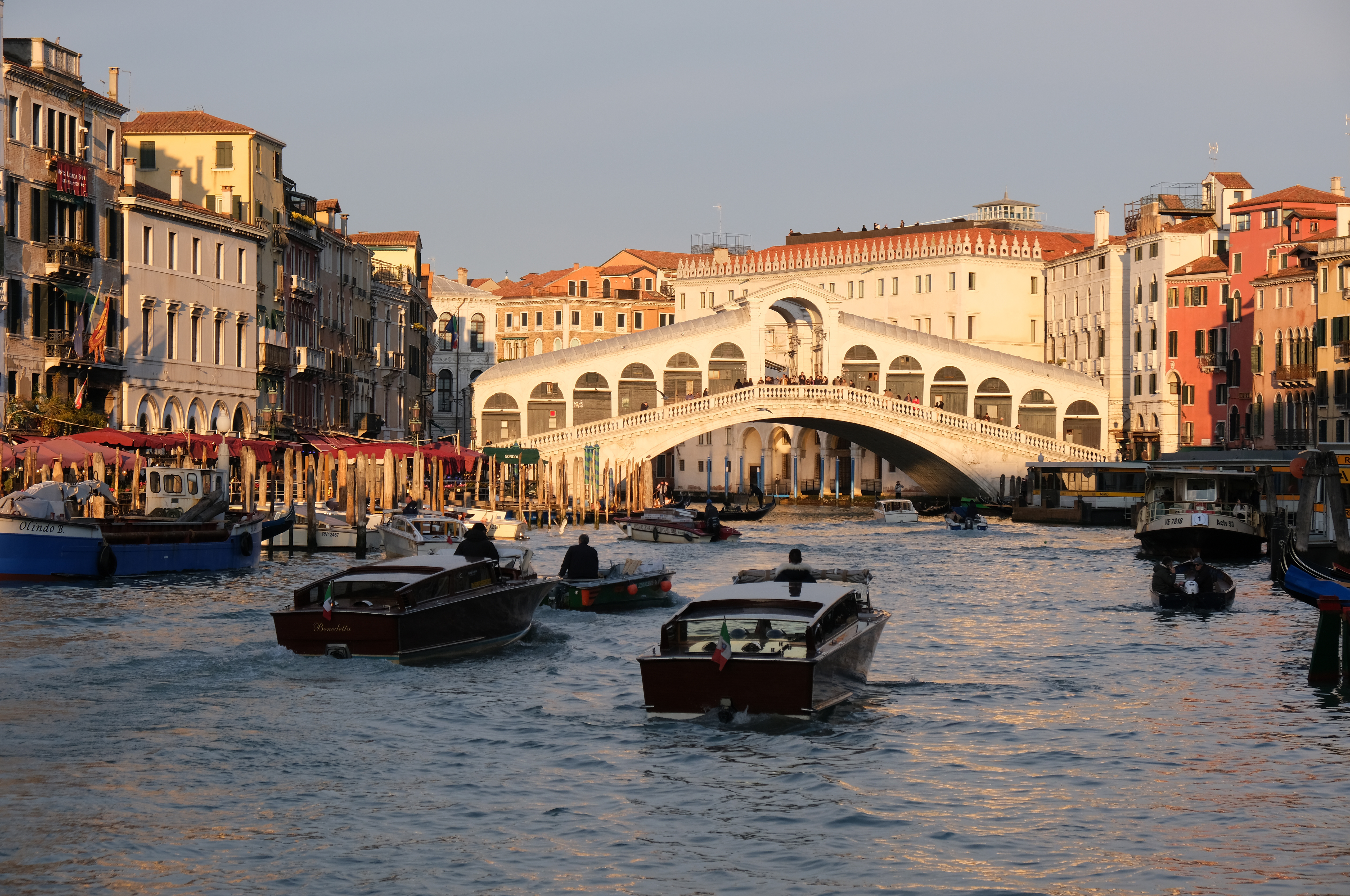
Rialtobrücke
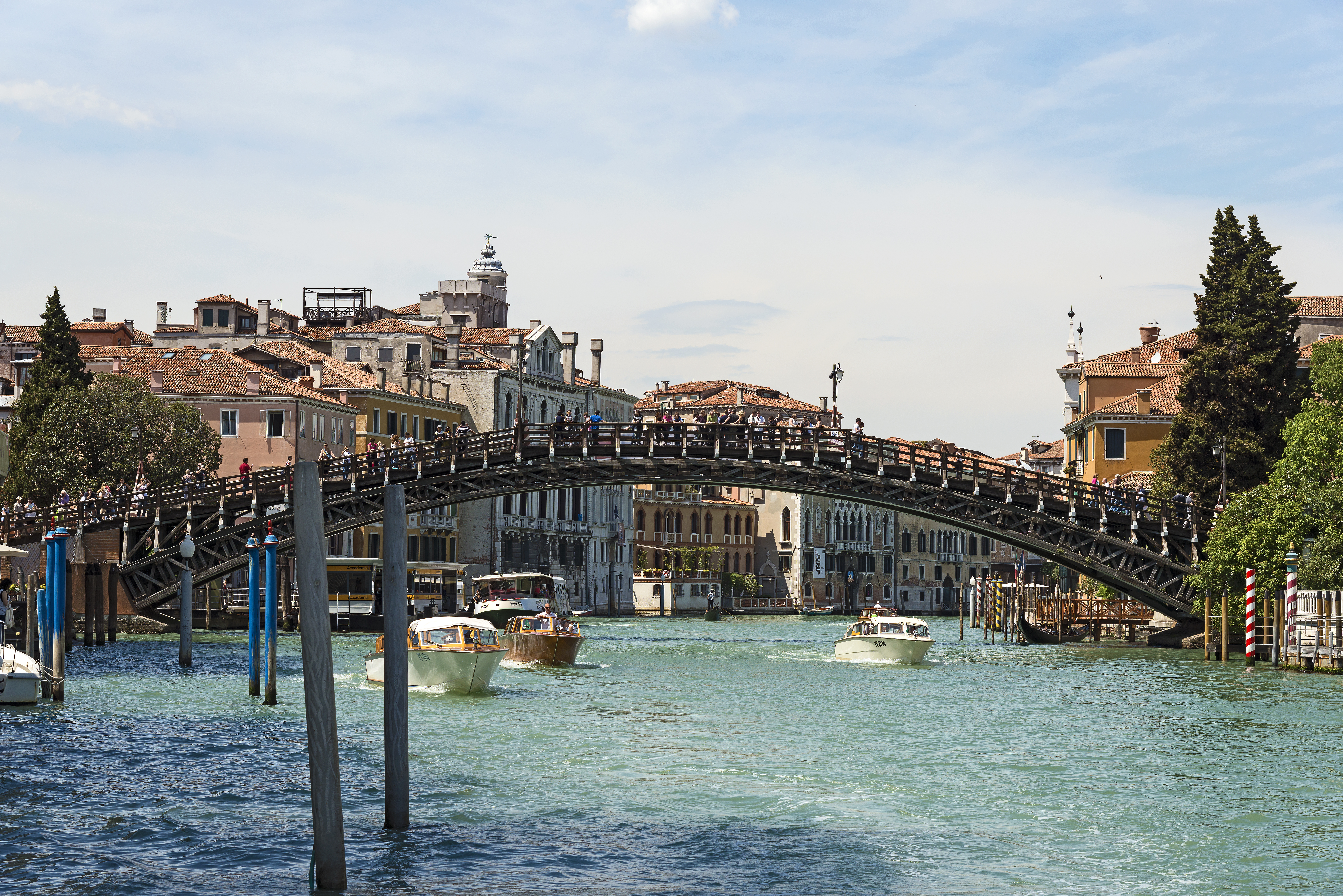
Ponte dell’Accademia

## Paläste
Der Canal Grande wird von über 200 prächtigen Adelspalästen gesäumt. In Venedig war die Höhe der Paläste von zahlreichen Vorschriften der Stadtrepublik vorgegeben und jeder akzeptierte das. Auch hier herrschte im Vergleich zu anderen italienischen Städten ein starker gemeinsamer Geist, der Einzelinteressen überlagerte. Das Gegenbeispiel sind die Geschlechtertürme in anderen Städten, mit denen sich die einzelnen Familien gegenseitig zu übertrumpfen suchten.
Nach dem großen Vierten Kreuzzug von 1204, in dessen Verlauf die Venezianer reiche Beute gemacht hatten, waren die ehemals hölzernen Häuser zunächst durch Steinbauten im byzantinischen Stil abgelöst worden. Vom 15. Jahrhundert an wurden sie nach und nach durch prunkvolle Paläste ersetzt – im Stil der Gotik, der Renaissance und auch des Barock. Byzantinische Elemente blieben in wenigen Gebäuden erhalten, sind jedoch noch in den Maßwerkformen der gotischen Fenster zu sehen.

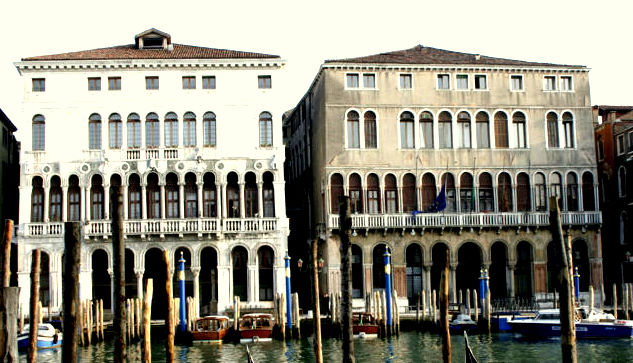
Palazzo Loredan, Palazzo Farsetti, beide mit Wassergeschoss, piano nobile, einem weiteren, schlichten Obergeschoss und Mezzanin

Der Abstand der Paläste zum Canal Grande war im frühen und hohen Mittelalter teilweise größer. Erst im 13. Jahrhundert begann man, die Bauten, die auf vielen kleinen Inseln errichtet waren, zum Kanal hin zu erweitern und den Hof nach hinten zu verlagern. Gleichzeitig wurde die Hauptfassade zum Wasser hin verlegt, die zuvor zur Landseite wies. Entgegen einer weitverbreiteten Meinung standen die Paläste der berühmtesten Familien nicht am Canal Grande, sondern an größeren und kleineren Plätzen oder an Seitenkanälen.
Die Steine für diese Paläste wurden hauptsächlich vom Festland herbeitransportiert, besonders aus Verona (roter Marmor) und aus Istrien (weißer Kalkmarmor). Alles Baumaterial, auch Ziegel für Mauern und Dächer sowie erhebliche Mengen von Holz musste von außerhalb, zum Teil über hunderte von Kilometern, herangeschafft werden, da in der Stadt Venedig nichts davon vorhanden war.

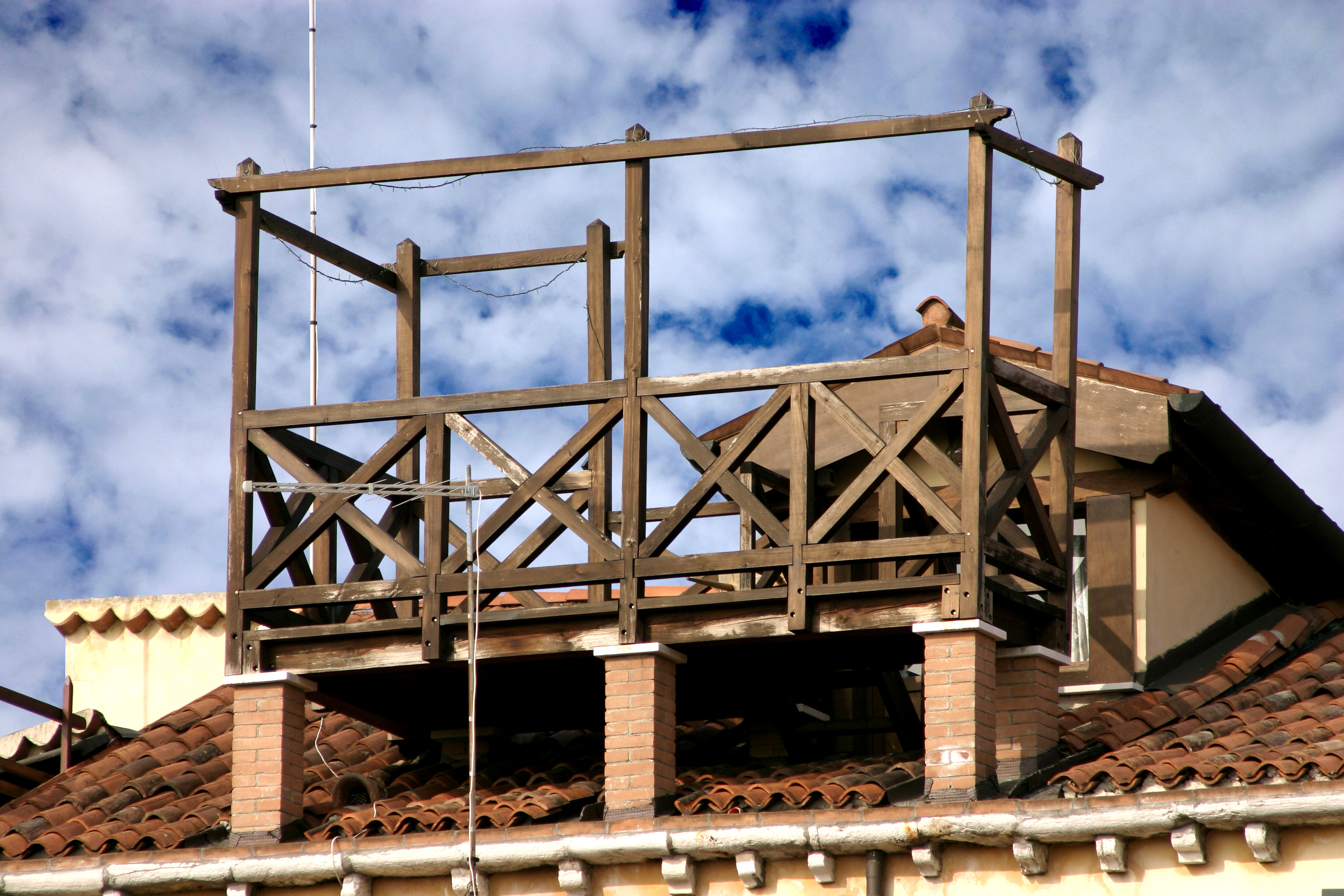
Altan auf einem Palast

Die Paläste sind zwar in ihrer Größe oft sehr unterschiedlich, aber alle nach dem gleichen Bauprinzip – einem dominierenden Mittelteil und seitlich untergeordneten Flügeln – angelegt. Die durch große Fenster geöffnete Fassade und die Bevorzugung der leichten vor der festen Bauweise ergibt sich auch durch die Notwendigkeit, auf unsicherem, oft sandigem Grund mitten im Wasser der Lagune keine allzu schweren Häuser bauen zu können. So sind alle Gebäude Venedigs auf einem Gerüst aus tausenden von Eichenpfählen, die viele Meter tief in den Untergrund getrieben wurden, errichtet. Die innere Anordnung der Räume ist meist an der Fassade abzulesen. Hier zeigt sich die jahrhundertelange Erfahrung der Baumeister, dass das fundamentale Element Venedigs das Wasser ist, dessen Lichtreflexionen in die Räume hineinspiegeln sollten.
Das untere Geschoss, das Wassergeschoss, war schon deshalb offen, um die Waren aufnehmen zu können, die von den Schiffen gebracht wurden. Dieses ganze Geschoss, das Piantereno, war auch auf der Hofseite seit dem 14. Jahrhundert dem Handel vorbehalten, also der wirtschaftlichen und finanziellen Grundlage der meisten venezianischen Familien, die solche Paläste bewohnten. Hier legten vor dem Portal die Boote an, wurden be- und entladen und die Waren unmittelbar in den angrenzenden Räumen und Magazinen eingelagert. Vor den Palästen stehen die berühmt gewordenen Pali, die bunten Pfähle zum Anbinden der Schiffe. Sie bezeichnen mit ihren individuellen Farben auch den jeweiligen Hausherrn.
Das erste Obergeschoss, das Piano nobile, und oft noch ein weiteres, war der Familie vorbehalten. Hier gab es den großen Saal, den Portego, der in der Mitte die ganze Tiefe des Hauses einnahm. Dieser Mitteltrakt war meist zu beiden Seiten von kleineren Räumen umgeben. Die Dienstboten wohnten ganz oben im Mezzanin. Die Küchen lagen ebenfalls meist unter den Dächern – aus gutem Grund. Wenn es hier zu einem Brand kam, wurde nicht das ganze Haus in Mitleidenschaft gezogen.
Innenhöfe fehlen fast immer. Dafür hatte jeder Palast im nach hinten offenen Hof seinen eigenen Brunnen. Die weniger Begüterten holten ihr Wasser aus öffentlichen Zisternen, die auf den Campi standen. Über jeder Zisterne war ein Brunnen eingerichtet.
Das Wasser für die Zisternen kam zum Teil von den Dächern. Rund um das Dach verlief nämlich die so genannte Gorne, eine steinerne Regenrinne, die über senkrechte Abflussrohre mit den Zisternen verbunden war. Die Dächer der Paläste sind relativ flach, und zwar – der Sage nach – weil die Venezianerinnen dort ihre Haare von der Sonne so lange bleichen lassen konnten, bis sie jenen Farbton des goldenen rötlichen Blonds erreicht hatten, für den sie schon zu Tizians Zeiten berühmt waren. Nur das Haar wurde gebleicht, nicht die Haut gebräunt. Das galt als vulgär. Braune Haut hatten nur die Leute, die im Freien arbeiten mussten. Die Dächer der venezianischen Palazzi waren aber entgegen einer weit verbreiteten Meinung nur selten wirklich begehbar, jedoch gab und gibt es in Venedig zahlreiche Altanen, hölzerne, balkonartige Aufbauten über den Dächern.

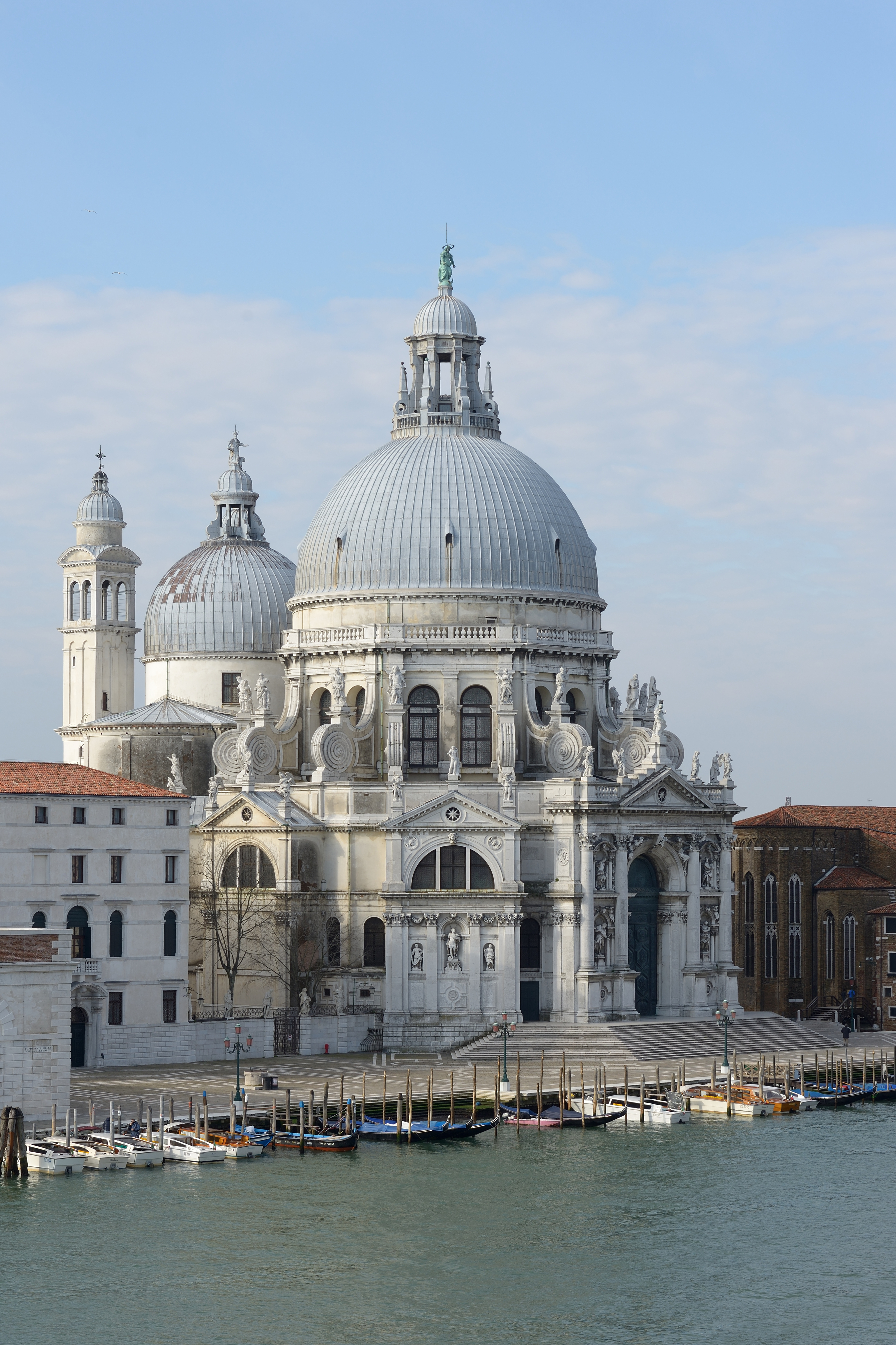
Santa Maria della Salute

Viele Paläste waren trotz ihrer luftig-lichten Bauweise im Inneren sehr dunkel, vor allem im hinteren Bereich, wenn das Haus, wie meist in Venedig, eingekeilt zwischen Nachbargebäuden stand, mit oft nur wenig oder gar keinem Platz für einen Innenhof. Vor allem die Treppenhäuser und Erdgeschosse ließen an Licht und Luft zu wünschen übrig. Deswegen kam es im 16. Jahrhundert zu einer Aufwertung dieser Bereiche.

## Kirchen
Direkt dem Canal Grande zugewandt, nur durch kleine Plätze oder gepflasterten Uferbereich von ihm getrennt, sind auch einige Kirchen: die Santa Maria di Nazareth (Scalzi), San Simeone Piccolo, San Geremia, San Marcuola, San Stae, San Samuele und Santa Maria della Salute. Als Teil der Accademia, dem größten Museum für Venezianische Kunst, ist auch noch das Langhaus der ehemaligen Kirche Santa Maria della Carità zu sehen. Für die Errichtung des Bahnhofs am nordwestlichen Ende des Canal Grande war im 19. Jahrhundert die Kirche Santa Lucia abgebrochen worden.

## Orientierungsplan
Der folgende Orientierungsplan verzeichnet die auf beiden Kanalseiten am Canal Grande befindlichen Gebäude und Anlegestellen, wenn man der natürlichen Strömung folgt.
| Rechte Seite                                                                                                  | Bild                                                                              | Bild | Linke Seite                                                                                                |
| --- | --------------------------------------------------------------------------------- | ---- | --- |
| Ponte della Libertà                                                                                           |                                                                                   |      | |
| Ehemaliges Kloster Santa Chiara (Uffici Questura)                                                             |                                                                                   |      | Eisenbahngelände                                                                                           |
| Canale di Santa Chiara                                                                                        |                                                                                   |      | Eisenbahngelände                                                                                           |
| Vaporetto-Anlegestelle Piazzale Roma                                                                          |                                                                                   |      | Eisenbahngelände                                                                                           |
| Ponte della Costituzione                                                                                      |                                                                                   |      | |
| Rio Novo |                                                                                   |      | Palazzo della Regione, früherer Sitz der Eisenbahnverwaltung                                               |
| Rio della Croce                                                                                               |                                                                                   |      | Palazzo della Regione, früherer Sitz der Eisenbahnverwaltung                                               |
| Palazzo Emo Diedo (Andrea Tirali, 17. Jahrhundert)                                                            |                                                                                   |      | Bahnhof Venezia Santa Lucia                                                                                |
| Scuola der Wollweber                                                                                          |                                                                                   |      | Bahnhof Venezia Santa Lucia                                                                                |
| San Simeone Piccolo                                                                                           |                                                                                   |      | Bahnhof Venezia Santa Lucia                                                                                |
| Palazzo Adoldo                                                                                                |                                                                                   |      | Bahnhof Venezia Santa Lucia                                                                                |
| Palazzo Foscari Contarini                                                                                     |                                                                                   |      | Santa Maria di Nazareth (Scalzi)                                                                           |
| Ponte degli Scalzi Scalzibrücke                                                                               |                                                                                   |      | |
| Rio Marin |                                                                                   |      | Anlegestelle Stazione Santa Lucia                                                                          |
| Campo San Simeon Grande                                                                                       |                                                                                   |      | Palazzo Soranzo Calbo Crotta                                                                               |
| Ca’ Pollaco                                                                                                   |                                                                                   |      | Rio Terà dei Sabbioni                                                                                      |
| Palazzo Gritti                                                                                                |                                                                                   |      | Palazzo Flangini (Giuseppe Sardi, 17. Jahrhundert)                                                         |
| Palazzo Corner                                                                                                |                                                                                   |      | Scuola dei Morti (Leichenbestatter)                                                                        |
| Palazzo Donà Balbi                                                                                            |                                                                                   |      | San Geremia (18. Jahrhundert)                                                                              |
| Palazzo Zen                                                                                                   |                                                                                   |      | Palazzo Labia                                                                                              |
| Vaporetto-Anlegestelle Riva di Biasio                                                                         |                                                                                   |      | Canale di Cannaregio                                                                                       |
| Palazzo Marcello Toderini                                                                                     |                                                                                   |      | Palazzo Emo                                                                                                |
| |                                                                                   |      | Palazzo Querini Papozze                                                                                    |
| Rio di San Giovanni Decollato                                                                                 |                                                                                   |      | Palazzo Correr Contarini Zorzi                                                                             |
| Palazzo Giovanelli                                                                                            |                                                                                   |      | Palazzo Gritti Dandolo                                                                                     |
| Casa Correr                                                                                                   |                                                                                   |      | San Marcuola (18. Jahrhundert, unvollendet)                                                                |
| Traghetto Museo                                                                                               |                                                                                   |      | Traghetto San Marcuola                                                                                     |
| Fontego dei Turchi (Naturhistorisches Museum)                                                                 |                                                                                   |      | Vaporetto-Anlegestelle San Marcuola                                                                        |
| Rio del Fondaco dei Turchi                                                                                    |                                                                                   |      | Rio di San Marcuola                                                                                        |
| Fontego del Megio (Hirsespeicher, 15. Jahrhundert)                                                            |                                                                                   |      | Palazzo Vendramin-Calergi (Mauro Codussi, Renaissance)                                                     |
| Palazzo Belloni Bataggia (Longhena, Barock, 17. Jahrhundert)                                                  |                                                                                   |      | Palazzo Vendramin-Calergi (Mauro Codussi, Renaissance)                                                     |
| Rio di Ca’ Tron                                                                                               |                                                                                   |      | Palazzo Vendramin-Calergi (Mauro Codussi, Renaissance)                                                     |
| Ca’ Tron (Istituto Universitario di Architettura di Venezia, 16. Jahrhundert)                                 |                                                                                   |      | Palazzo Marcello (hier wurde Benedetto Marcello geboren)                                                   |
| Palazzo Duodo                                                                                                 |                                                                                   |      | Palazzo Erizzo                                                                                             |
| Palazzo Priuli Bon                                                                                            |                                                                                   |      | Palazzo Soranzo Piovene                                                                                    |
| Vaporetto-Anlegestelle San Stae                                                                               |                                                                                   |      | Palazzo Emo alla Maddalena                                                                                 |
| San Stae (Sant’Eustachio, 18. Jahrhundert)                                                                    |                                                                                   |      | Palazzo Molin Querini                                                                                      |
| Scuola dei Tiraoro e Battioro (Scuola der Goldarbeiter)                                                       |                                                                                   |      | Rio della Maddalena                                                                                        |
| Rio della Rioda                                                                                               |                                                                                   |      | Palazzo e Palazzetto Barbarigo                                                                             |
| Palazzo Coccina Giunti Foscarini Giovannelli                                                                  |                                                                                   |      | Palazzo Zulian Priuli                                                                                      |
| Rio della Pergola                                                                                             |                                                                                   |      | Palazzo Gussoni Grimani della Vida                                                                         |
| Ca’ Pesaro (Longhena, 17. Jahrhundert, Museo d’Arte Moderna)                                                  |                                                                                   |      | Rio di Noale                                                                                               |
| Rio di Ca’ Pesaro o delle Due Torri                                                                           |                                                                                   |      | Palazzetto da Lezze                                                                                        |
| Palazzo Donà                                                                                                  |                                                                                   |      | Palazzo Boldù a San Felice                                                                                 |
| Palazzo Correggio                                                                                             |                                                                                   |      | Palazzo Contarini Pisani                                                                                   |
| Ca’ Corner della Regina (18. Jahrhundert)                                                                     |                                                                                   |      | |
| Ca’ Favretto                                                                                                  |                                                                                   |      | Rio di San Felice                                                                                          |
| Rio di San Cassiano                                                                                           |                                                                                   |      | Palazzo Fontana Rezzonico (hier wurde Clemens XIII. geboren)                                               |
| Palazzo Morosini Brandolin                                                                                    |                                                                                   |      | Palazzo Giusti                                                                                             |
| Fondamenta dell’Olio                                                                                          |                                                                                   |      | Ca’ d’Oro (15. Jahrhundert, Galleria Franchetti)                                                           |
| Fondamenta dell’Olio                                                                                          | Vaporetto-Anlegestelle Ca’ d’Oro                                                  |      | |
| Palazzo della Pretura                                                                                         |                                                                                   |      | Palazzo Giustinian Pesaro                                                                                  |
| Rio delle Beccarie                                                                                            |                                                                                   |      | Ca’ Sagredo                                                                                                |
| Pescheria (neugotisch, 20. Jahrhundert)                                                                       |                                                                                   |      | Campo Santa Sofia                                                                                          |
| Traghetto Pescaria                                                                                            |                                                                                   |      | Traghetto Santa Sofia                                                                                      |
| Campo della Pescaria                                                                                          |                                                                                   |      | Palazzetto Foscari                                                                                         |
| Campo della Pescaria                                                                                          | Casa Coin                                                                         |      | |
| Campo della Pescaria                                                                                          | Palazzo Michiel dalle Colonne                                                     |      | |
| Fabbriche Nuove di Rialto (Sansovino, 16. Jahrhundert)                                                        |                                                                                   |      | Palazzo Michiel del Brusà                                                                                  |
| Fabbriche Nuove di Rialto (Sansovino, 16. Jahrhundert)                                                        | Palazzo Smith Mangilli Valmarana                                                  |      | |
| Fabbriche Nuove di Rialto (Sansovino, 16. Jahrhundert)                                                        | Rio dei Santi Apostoli                                                            |      | |
| Fabbriche Nuove di Rialto (Sansovino, 16. Jahrhundert)                                                        | Ca’ da Mosto (venezianisch-byzantinisch, 13. Jahrhundert)                         |      | |
| Fabbriche Nuove di Rialto (Sansovino, 16. Jahrhundert)                                                        | Palazzo Bollani Erizzo (hier lebte Pietro Aretino)                                |      | |
| Fabbriche Nuove di Rialto (Sansovino, 16. Jahrhundert)                                                        | Rio di San Giovanni Crisostomo                                                    |      | |
| Fabbriche Vecchie di Rialto (Scarpagnino, 16. Jahrhundert)                                                    |                                                                                   |      | Palazzo Lion Morosini                                                                                      |
| Fabbriche Vecchie di Rialto (Scarpagnino, 16. Jahrhundert)                                                    | Campiello del Remer                                                               |      | |
| Fabbriche Vecchie di Rialto (Scarpagnino, 16. Jahrhundert)                                                    | Palazzo Remer                                                                     |      | |
| Fabbriche Vecchie di Rialto (Scarpagnino, 16. Jahrhundert)                                                    | Casa Sernagiotto                                                                  |      | |
| Fabbriche Vecchie di Rialto (Scarpagnino, 16. Jahrhundert)                                                    | Palazzo Civran                                                                    |      | |
| Fabbriche Vecchie di Rialto (Scarpagnino, 16. Jahrhundert)                                                    | Palazzo Perducci                                                                  |      | |
| Fabbriche Vecchie di Rialto (Scarpagnino, 16. Jahrhundert)                                                    | Palazzo Ruzzini                                                                   |      | |
| Fabbriche Vecchie di Rialto (Scarpagnino, 16. Jahrhundert)                                                    | Rio del Fontego dei Tedeschi                                                      |      | |
| Palazzo dei Camerlenghi (Renaissance, 16. Jahrhundert)                                                        |                                                                                   |      | Fondaco dei Tedeschi (16. Jahrhundert)                                                                     |
| Ponte di Rialto Rialtobrücke                                                                                  |                                                                                   |      | |
| Palazzo dei Dieci Savi (Scarpagnino, 16. Jahrhundert)                                                         |                                                                                   |      | Riva del Ferro                                                                                             |
| Fondamenta del Vin                                                                                            |                                                                                   |      | Vaporetto-Anlegestelle Rialto                                                                              |
| Fondamenta del Vin                                                                                            | Palazzo Dolfin Manin (Sansovino, Renaissance, 16. Jahrhundert, Banca d’Italia)    |      | |
| Fondamenta del Vin                                                                                            | Rio di di San Salvador                                                            |      | |
| Fondamenta del Vin                                                                                            | Palazzo Bembo (gotisch, 15. Jahrhundert; hier wurde Pietro Bembo geboren)         |      | |
| Fondamenta del Vin                                                                                            | Traghetto Rialto                                                                  |      | |
| Traghetto di San Silvestro                                                                                    |                                                                                   |      | Ca’ Loredan (venezianisch-byzantinisch, 13. Jahrhundert, Sitz der Stadtverwaltung)                         |
| |                                                                                   |      | Ca’ Farsetti (venezianisch-byzantinisch, 12.–13. Jahrhundert, Sitz der Stadtverwaltung)                    |
| Vaporetto-Anlegestelle San Silvestro                                                                          |                                                                                   |      | Palazzo Cavalli                                                                                            |
| Palazzo Barzizza                                                                                              |                                                                                   |      | Palazzo Grimani (di San Luca) (16. Jahrhundert, Michele Sanmicheli, Sitz des Appellationsgerichts)         |
| Palazzo Giustinian Businello                                                                                  |                                                                                   |      | Palazzo Grimani (di San Luca) (16. Jahrhundert, Michele Sanmicheli, Sitz des Appellationsgerichts)         |
| Rio dei Meloni                                                                                                |                                                                                   |      | Rio di San Luca                                                                                            |
| Palazzo Papadopoli                                                                                            |                                                                                   |      | Palazzo Corner Contarini dei Cavalli                                                                       |
| Palazzo Papadopoli                                                                                            | Palazzo Tron                                                                      |      | |
| Palazzo Donà della Trezza                                                                                     |                                                                                   |      | Palazzo d’Anna Viaro Martinengo Volpi di Misurata                                                          |
| Palazzo Donà della Madoneta                                                                                   |                                                                                   |      | |
| Palazzo Sicher                                                                                                |                                                                                   |      | |
| Rio della Madoneta                                                                                            |                                                                                   |      | Palazzo Querini Benzon                                                                                     |
| Palazzo Bernardo di Canal (gotisch, 15. Jahrhundert)                                                          |                                                                                   |      | Rio di Ca’ Michiel                                                                                         |
| Palazzo Querini Dubois                                                                                        |                                                                                   |      | Palazzo Curti Valmarana                                                                                    |
| Palazzo Grimani Marcello                                                                                      |                                                                                   |      | Palazzo Corner Spinelli (Codussi, Renaissance, 15. Jahrhundert)                                            |
| Palazzo Cappello Layard                                                                                       |                                                                                   |      | Vaporetto-Anlegestelle Sant'Angelo                                                                         |
| Rio di San Polo                                                                                               |                                                                                   |      | Casa Barocci                                                                                               |
| Rio di San Polo                                                                                               | Casa Tito                                                                         |      | |
| Palazzo Barbarigo della Terrazza (16. Jahrhundert)                                                            |                                                                                   |      | Rio di Ca’ Garzoni                                                                                         |
| Palazzo Pisani Moretta (gotisch, 15. Jahrhundert)                                                             |                                                                                   |      | Palazzo Garzoni                                                                                            |
| Palazzo Tiepolo Passi                                                                                         |                                                                                   |      | Traghetto Garzoni                                                                                          |
| Palazzo Tiepolo Passi                                                                                         | Fondaco Marcello                                                                  |      | |
| Palazzo Giustinian Persico                                                                                    |                                                                                   |      | Palazzo Corner Gheltof                                                                                     |
| Rio di San Tomà                                                                                               |                                                                                   |      | Palazzi Mocenigo (16.–17. Jahrhundert; hier hielten sich auf: Giordano Bruno, Thomas Moore und Lord Byron) |
| Traghetto San Tomà                                                                                            |                                                                                   |      | Palazzi Mocenigo (16.–17. Jahrhundert; hier hielten sich auf: Giordano Bruno, Thomas Moore und Lord Byron) |
| Palazzo Marcello dei Leoni                                                                                    |                                                                                   |      | Palazzi Mocenigo (16.–17. Jahrhundert; hier hielten sich auf: Giordano Bruno, Thomas Moore und Lord Byron) |
| Palazzo Dolfin (San Polo)                                                                                     |                                                                                   |      | Palazzi Mocenigo (16.–17. Jahrhundert; hier hielten sich auf: Giordano Bruno, Thomas Moore und Lord Byron) |
| Vaporetto-Anlegestelle San Tomà/Frari                                                                         |                                                                                   |      | Palazzi Mocenigo (16.–17. Jahrhundert; hier hielten sich auf: Giordano Bruno, Thomas Moore und Lord Byron) |
| Palazzo Dandolo Paolucci                                                                                      |                                                                                   |      | Palazzi Mocenigo (16.–17. Jahrhundert; hier hielten sich auf: Giordano Bruno, Thomas Moore und Lord Byron) |
| Palazzo Civran Grimani                                                                                        |                                                                                   |      | Palazzi Mocenigo (16.–17. Jahrhundert; hier hielten sich auf: Giordano Bruno, Thomas Moore und Lord Byron) |
| Rio della Frescada                                                                                            |                                                                                   |      | Palazzo Contarini delle Figure (Andrea Palladio hielt sich hier auf)                                       |
| Palazzo Caotorta Angaran                                                                                      |                                                                                   |      | Palazzo Contarini delle Figure (Andrea Palladio hielt sich hier auf)                                       |
| Palazzo Balbi (Vittoria, Renaissance mit barocken Elementen, 16. Jahrhundert; Sitz der Regierung des Veneto)  |                                                                                   |      | Palazzo Erizzo Nani Mocenigo                                                                               |
| Rio di Ca’ Foscari                                                                                            |                                                                                   |      | Palazzo Erizzo Nani Mocenigo                                                                               |
| Ca’ Foscari (gotisch 15. Jahrhundert; Hauptsitz der Universität Venedig)                                      |                                                                                   |      | Palazzo Da Lezze                                                                                           |
| Palazzo Giustinian (gotisch, 15. Jahrhundert; Richard Wagner lebte hier)                                      |                                                                                   |      | Palazzo Moro Lin                                                                                           |
| Ca’ Bernardo                                                                                                  |                                                                                   |      | Ramo Moro Lin                                                                                              |
| Palazzo Bernardo Nani                                                                                         |                                                                                   |      | Haus an Ramo Grassi                                                                                        |
| Ca’ Rezzonico (Longhena, Massari; 17.–18. Jahrhundert; Museo del Settecento Veneziano)                        |                                                                                   |      | Palazzo Grassi (Massari, klassizistisch, 18. Jahrhundert)                                                  |
| Rio di San Barnaba                                                                                            |                                                                                   |      | San Samuele                                                                                                |
| Palazzo Contarini Michiel                                                                                     |                                                                                   |      | Vaporetto-Anlegestelle San Samuele                                                                         |
| Vaporetto-Anlegestelle Ca’ Rezzonico                                                                          |                                                                                   |      | Casa Francheschinis (20. Jahrhundert)                                                                      |
| Traghetto San Barnaba                                                                                         |                                                                                   |      | Traghetto San Samuele                                                                                      |
| Palazzetto Stern                                                                                              |                                                                                   |      | Palazzo Malipiero                                                                                          |
| Rio Malpaga                                                                                                   |                                                                                   |      | Palazzo Malipiero                                                                                          |
| Palazzo Moro („Haus des Othello“)                                                                             |                                                                                   |      | Palazzo Tecchio Mamoli                                                                                     |
| Palazzo Loredan dell’Ambasciatore (gotisch, 15. Jahrhundert)                                                  |                                                                                   |      | Palazzo Tecchio Mamoli                                                                                     |
| Casa Mainella                                                                                                 |                                                                                   |      | Ca’ del Duca                                                                                               |
| Rio di San Trovaso                                                                                            |                                                                                   |      | Rio del Duca                                                                                               |
| Palazzo Contarini Corfù                                                                                       |                                                                                   |      | Palazzetto Falier Canossa                                                                                  |
| Palazzo Contarini degli Scrigni                                                                               |                                                                                   |      | |
| Palazzo Mocenigo Gambara                                                                                      |                                                                                   |      | Palazzo Giustinian Lolin (Longhena, 17. Jahrhundert)                                                       |
| Palazzo Querini Vianello                                                                                      |                                                                                   |      | Palazzo Giustinian Lolin (Longhena, 17. Jahrhundert)                                                       |
| Scuola Grande di Santa Maria della Carità (Massari, 18. Jahrhundert; heute Accademia)                         |                                                                                   |      | Palazzo Civran Badoer Barozzi                                                                              |
| Ehemalige Kirche Santa Maria della Carità (gotisch, 15. Jahrhundert; Gallerie dell’Accademia)                 |                                                                                   |      | Rio di San Vidal                                                                                           |
| Vaporetto-Anlegestelle Accademia                                                                              |                                                                                   |      | Campo San Vidal                                                                                            |
| Ponte dell’Accademia Accademia-Brücke                                                                         |                                                                                   |      | |
| Palazzo Brandolin Rota (gehörte Toti dal Monte)                                                               |                                                                                   |      | Palazzo Cavalli-Franchetti (gotisch, 15. Jahrhundert)                                                      |
| Palazzo Contarini Polignac (Palazzo Contarini Dal Zaffo) (gotisch mit Renaissance-Elementen, 15. Jahrhundert) |                                                                                   |      | Palazzo Cavalli-Franchetti (gotisch, 15. Jahrhundert)                                                      |
| Palazzo Balbi Valier                                                                                          |                                                                                   |      | Palazzo Barbaro-Curtis                                                                                     |
| Palazzo Loredan (Fondazione Giorgio Cini)                                                                     |                                                                                   |      | Palazzo Benzon Foscolo                                                                                     |
| Rio di San Vio                                                                                                |                                                                                   |      | Palazzetto Pisani                                                                                          |
| |                                                                                   |      | Rio del Santissimo                                                                                         |
| Palazzo Barbarigo (moderne Mosaike)                                                                           |                                                                                   |      | Palazzo Succi                                                                                              |
| Palazzo da Mula Morosini                                                                                      |                                                                                   |      | Casa Stecchini                                                                                             |
| Palazzo Centani Morosini                                                                                      |                                                                                   |      | Casa Stecchini                                                                                             |
| Ca’ Biondetti (hier lebte Rosalba Carriera)                                                                   |                                                                                   |      | Casina delle Rose (hier arbeiteten Antonio Canova und Gabriele D’Annunzio)                                 |
| Palazzo Venier dei Leoni (Peggy Guggenheim Collection)                                                        |                                                                                   |      | Palazzo Corner della Ca’ Granda (Sansovino, Renaissance, 16. Jahrhundert; Prefectur)                       |
| Rio delle Torreselle                                                                                          |                                                                                   |      | Rio di San Maurizio                                                                                        |
| Palazzo Dario (Renaissance, 15. Jahrhundert)                                                                  |                                                                                   |      | Palazzo Minotto-Barbarigo                                                                                  |
| Palazzo Barbaro Wolkoff (hier lebte Eleonora Duse)                                                            |                                                                                   |      | Palazzo Barbarigo                                                                                          |
| Rio della Fornace                                                                                             |                                                                                   |      | Rio di Santa Maria Zobenigo                                                                                |
| Palazzo Salviati                                                                                              |                                                                                   |      | Vaporetto-Anlegestelle Santa Maria del Giglio – Palazzo Marin Contarini                                    |
| Palazzo Orio Semitecolo Benzon                                                                                |                                                                                   |      | Traghetto S. Maria del Giglio                                                                              |
| Traghetto S. Gregorio                                                                                         |                                                                                   |      | Traghetto S. Maria del Giglio                                                                              |
| Casa Santomaso                                                                                                |                                                                                   |      | Palazzo Pisani Gritti                                                                                      |
| Palazzo Genovese (neugotisch, 19. Jahrhundert)                                                                |                                                                                   |      | Rio delle Ostreghe                                                                                         |
| Abbazia di San Gregorio                                                                                       |                                                                                   |      | Palazzo Ferro Fini (Regionalrat des Veneto)                                                                |
| Rio della Salute                                                                                              |                                                                                   |      | Palazzo Ferro Fini (Regionalrat des Veneto)                                                                |
| Vaporetto-Anlegestelle Salute                                                                                 |                                                                                   |      | Palazzo Contarini Fasan (gotisch, 15. Jahrhundert; „Haus der Desdemona“)                                   |
| Santa Maria della Salute (barock, 17. Jahrhundert)                                                            |                                                                                   |      | Palazzo Venier Contarini                                                                                   |
| Santa Maria della Salute (barock, 17. Jahrhundert)                                                            | Palazzo Michiel Alvisi                                                            |      | |
| Patriarchales Seminar                                                                                         |                                                                                   |      | Palazzo Badoer Tiepolo, Hotel Europa & Regina                                                              |
| Punta della Dogana                                                                                            |                                                                                   |      | Palazzo Treves de Bonfili                                                                                  |
| Punta della Dogana                                                                                            | Rio di San Moisè                                                                  |      | |
| Punta della Dogana                                                                                            | Hotel Bauer (19. Jahrhundert)                                                     |      | |
| Punta della Dogana                                                                                            | Ca’ Giustinian (gotisch, 15. Jahrhundert; Gemeindeverwaltung, Büros der Biennale) |      | |
| Palazzo Vallaresso Erizzo (ehemaliges Ridotto)                                                                |                                                                                   |      | |
| | Vaporetto-Anlegestelle San Marco Vallaresso                                       |      | |
| | Fonteghetto della Farina (Renaissance, 15. Jahrhundert; Hafenbehörde)             |      | |
| | Venice Pavilion, Palazzina Selva                                                  |      | |